# بروسكه (سانتا كاتارينا)
بروسكه، سانتا كاتارينا هي بلدية في البرازيل، تتبع سانتا كاتارينا، بلغ عدد سكانها 105٬503  نسمة، في 2010، تبلغ مساحتها 283٫446 كيلومتر مربع، رمزها البريدي هو 88350-000.

## الموقع
تشترك في الحدود مع:
- بوتوفيرا.

## أعلام
- موريلو فيشر
- موريلو راموس كرايغر
- إيدرسون تورمينا
- سيمون ستورم
- كارول باومغارتنر